# やくざ者 (1923年の映画)

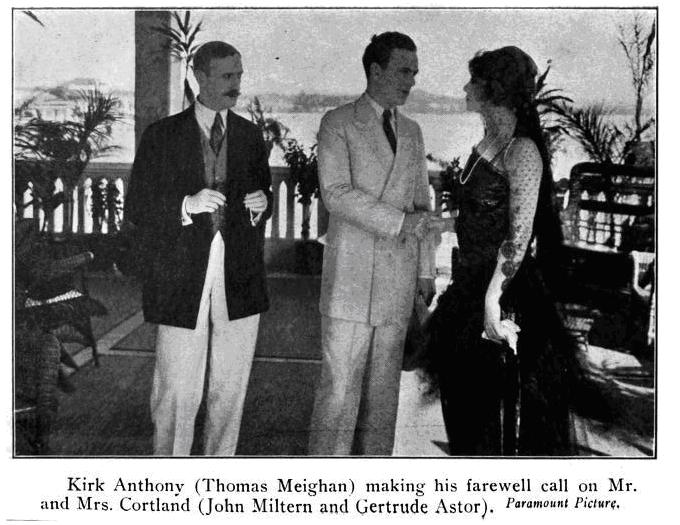
（左から）ジョン・ミルターン、トーマス・ミーアン、ガートルード・アスター。

『やくざ者』（やくざもの、The Ne'er-Do-Well）は、1923年に制作されたアメリカ合衆国の映画で、アルフレッド・E・グリーンが監督したサイレントのコメディ映画。トーマス・ミーアン、ライラ・リー、ガートルード・アスター、ジョン・ミルターン (John Miltern)、ガス・ウェインバーグ (Gus Weinberg)、シドニー・スミス (Sidney Smith) らが出演した。レックス・ビーチとルイズ・スティーヴンスによる脚本は、レックス・ビーチが1911年に書いた同名の小説に基づいている。この作品は、1923年4月29日にパラマウント映画から公開された。現在では、失われた映画と考えられている。なお、同じストーリーに基づく前作『The Ne'er-Do-Well』は、1916年に公開されている。

## あらすじ
カーク・アントニーは、彼の浪費に辟易した父に騙されてパナマへ送られ、そこでエディス・コートラント夫人の関心を引き、パナマの将軍の娘であるチキタと恋に落ちる。彼はエディスの夫スティーヴン・コートランドを通して鉄道の仕事を得、黒人兵士アレン・アランに出会って、立身を決意する。スティーヴン・コートランドが急死し、カークに疑いがかかるが、エディスは自殺を示唆する書き付けを公表し、カークの嫌疑をはらす。鉄道の仕事で成功したカークは、チキタを連れて合衆国に戻り、遂に父に認められる。

## キャスト
- トーマス・ミーアン - カーク・アントニー (Kirk Anthony)
- ライラ・リー - チキタ (Chiquita)
- ガートルード・アスター - エディス・コートラント (Edith Cortlandt)
- ジョン・ミルターン - スティーヴン・コートラント (Stephen Cortlandt)
- ガス・ウェインバーグ - アンドレス・ガラベル (Andres Garavel)
- シドニー・スミス - ラモン・アルファレス (Ramón Alfarez)
- ジョージ・オブライエン (George O'Brien) - クリフォード (Clifford)
- ジュール・カウルス (Jules Cowles) - アレン・アラン (Allen Allan)
- ラリー・ウィート (Larry Wheat) - ラネルズ (Runnels)
- シリル・リング (Cyril Ring)